# Erland Wagner
Richard Erland Siegfried Wagner (uttal: [’vaɳner]), född 24 mars 1869 i Stockholm, död på samma plats av hjärtslag 4 januari 1911, var en svensk skådespelare.

## Biografi
Han var son till skådespelaren och teaterdirektören Richard Wagner och hans första hustru Anna, född Petterson. 
Wagner studerade vid Konservatoriet i Stockholm 1886-1888 och anställdes därefter vid Södra Teatern, där han var engagerad större delen av sin karriär. Han var även engagerad vid Djurgårdsteatern och under ett par år vid gamla Dramatiska Teatern. 
Bland hans roller kan nämnas Per i Hin och smålänningen, Paul i Panelhöns, Svengali i Trilby, Kung Ferdinand i Farinelli, Albert i Tjuvskyttar, Vinarel i Clairette och dragonlägret, Robert i Näckens dotter, Mario i Napoleon I, Don Saturnino i Gyllene drömmar, Nick i Fru Hin samt Charley Wykeham vid Sverigepremiären av Charleys tant 1894.
Han var ogift. Han begravdes 10 januari på Norra begravningsplatsen i Solna kommun.

## Teater

### Roller (ej komplett)
| År   | Roll                               | Produktion                                                      | Regi | Noter              |
| ---- | ---------------------------------- | --------------------------------------------------------------- | ---- | ------------------ |
| 1888 | Per                                | Hin och smålänningen Frans Hedberg                              |      | Djurgårdsteatern   |
| 1890 | Erik Brun, landskapsmålare         | Friskt vågat Edgard Høyer                                       |      | Södra Teatern      |
| 1893 | Kung Ferdinand                     | Farinelli Hermann Zumpe, F. Wilibald Wulff och Charles Cassmann |      | Södra Teatern      |
| 1894 | Charley Wykeham                    | Charleys tant Brandon Thomas                                    |      | Södra Teatern      |
| 1896 | Svengali                           | Trilby Paul Meredith Potter                                     |      | Södra Teatern      |
| 1899 | Rocambole                          | Rocamboles arvingar Charles Varin                               |      | Södra Teatern      |
| 1899 | En hjälte En fosterlandsförsvarare | Den stora strejken, revy                                        |      | Södra Teatern      |
| 1900 | Courtois den yngre                 | Zaza Pierre Berton och Charles Simon                            |      | Dramatiska Teatern |
| 1900 |                                    | Den nye bibliotekarien Gustav von Moser                         |      | Dramatiska Teatern |
| 1905 |                                    | En kvinnostrid Ernst Fastbom                                    |      | Södra Teatern      |
| 1906 |                                    | Allt på sin rätta plats Frans Hedberg                           |      | Södra Teatern      |
| 1906 |                                    | Sten Stensson Stéen från Eslöf John Wigforss                    |      | Södra Teatern      |
| 1907 |                                    | Vems är hatten Harald Molander                                  |      | Södra Teatern      |
| 1908 | Lennart Kessler                    | Statsrådet Steen - kvinnornas man John Wigforss                 |      | Södra Teatern      |
| 1911 | Löjtnanten                         | Spasmiga Wahlund, revy Emil Norlander                           |      | Södra Teatern      |

## Bilder

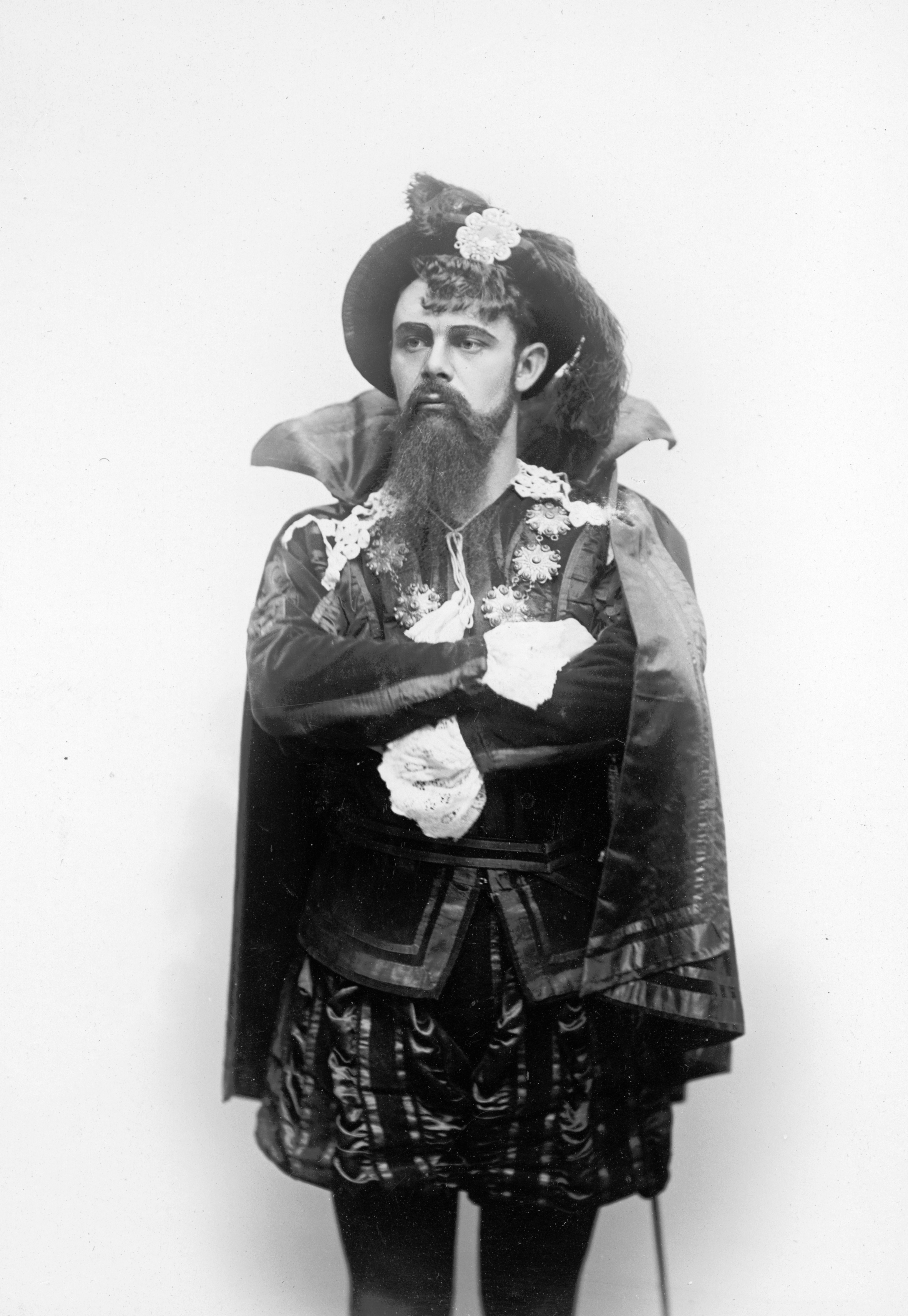
Som Kung Ferdinand i Farinelli på Södra Teatern, 1893.
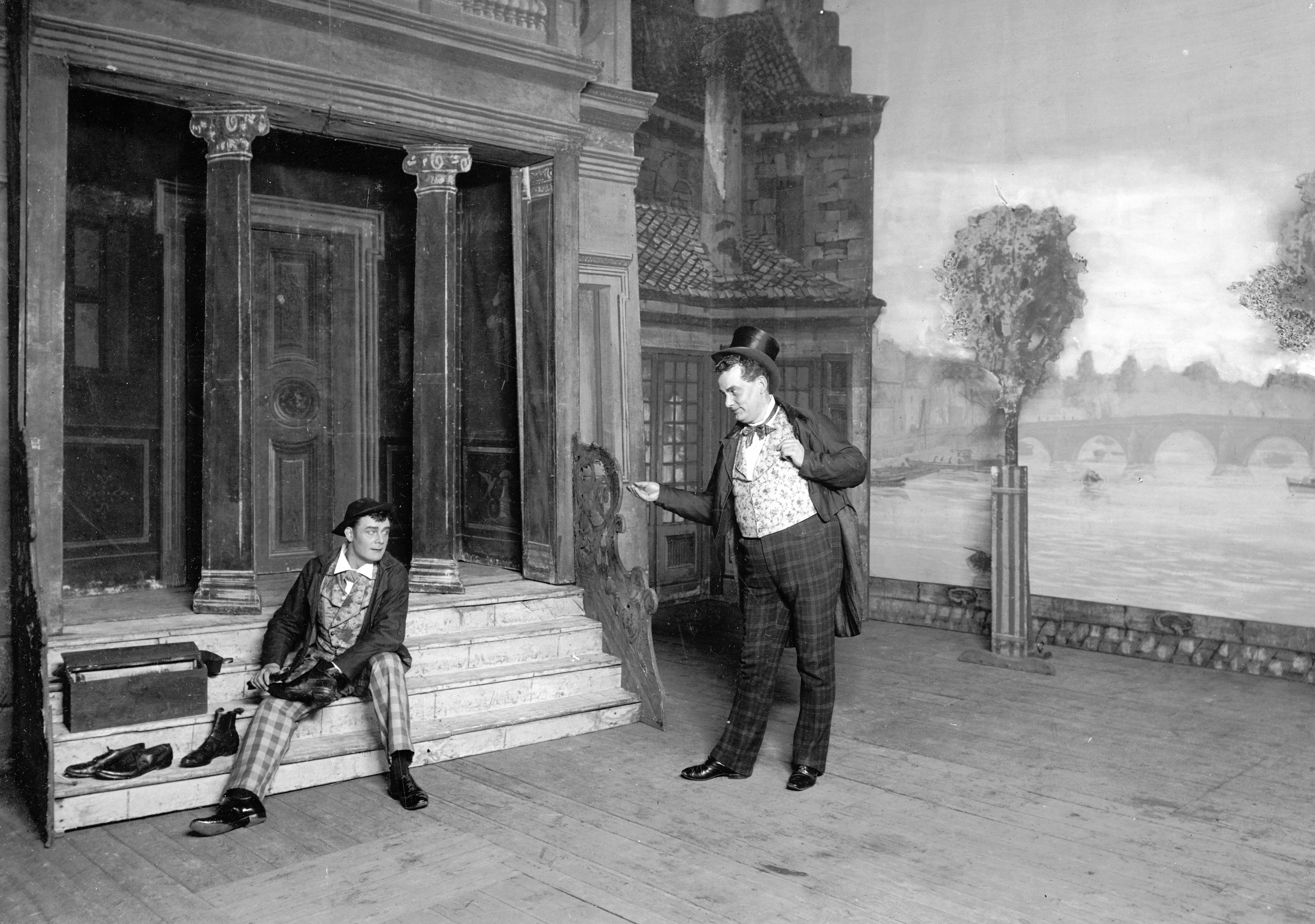
Wagner som Rocambole och Justus Hagman som Chiendent i Rocamboles arvingar på Södra Teatern, 1899